# Сезар (кінопремія, 2006)

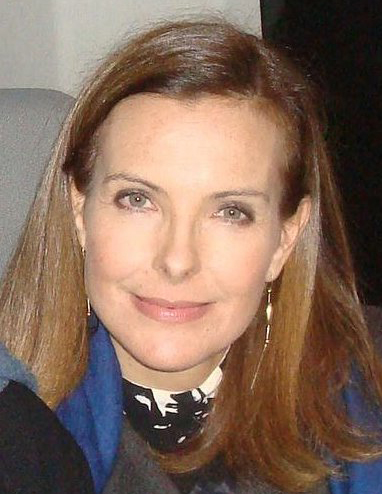
Президент 31-ї церемонії «Сезара» Кароль Буке

31-ша церемонія вручення нагород премії «Сезар» Академії мистецтв та технологій кінематографа за заслуги у царині французького кінематографу за 2005 рік відбулася 25 лютого 2006 року в Театрі Шатле (Париж, Франція).
Церемонія проходила під головуванням акторка Кароль Буке, розпорядником та ведучим виступила акторка та співачка Валері Лемерсьє. Найкращим фільмом визнано стрічку І моє серце завмерло режисера Жака Одіара.

## Статистика
Фільми, що отримали декілька номінацій:
| Фільм                                                                   | Номінації | Перемоги |
| ----------------------------------------------------------------------- | --------- | -------- |
| • І моє серце завмерло / De battre mon cœur s'est arrêté                | 10        | 8        |
| • Габрієль / Gabrielle                                                  | 6         | 2        |
| • Щасливого Різдва / Joyeux Noël                                        | 6         | —        |
| • Молодий лейтенант / Le Petit Lieutenant                               | 5         | 1        |
| • Дитина / L'Enfant                                                     | 4         | —        |
| • Прийди, побач і стань / Va, vis et deviens                            | 4         | 1        |
| • Приховане / Caché                                                     | 4         | —        |
| • Птахи 2: Подорож на край світу / La Marche de l'empereur              | 4         | 1        |
| • Красуні / Les Poupées russes                                          | 3         | 1        |
| • Сірі душі / Les Âmes grises                                           | 3         | —        |
| • У його руках / Entre ses mains                                        | 3         | —        |
| • Я тут не для того, щоб мене любили / Je ne suis pas là pour être aimé | 3         | —        |
| • Королівський палац! / Palais royal !                                  | 2         | —        |
| • Маленький Єрусалим / La Petite Jérusalem                              | 2         | —        |
| • Ніж гільйотини / Le Couperet                                          | 2         | —        |
| • Постійні коханці / Les Amants réguliers                               | 2         | 1        |
| • Той, що прогулюється Марсовим полем / Le Promeneur du Champ-de-Mars   | 2         | 1        |

## Список лауреатів та номінантів
★Переможців виділено окремим кольором.

### Основні категорії
| Категорії                        | Лауреати та номінанти                                                                                        | Лауреати та номінанти                                                                                             | Лауреати та номінанти                                                                                             |
| -------------------------------- | --- | --- | --- |
| Найкращий фільм                  | ★ І моє серце завмерло / De battre mon cœur s'est arrêté (реж.: Жак Одіар)                                   | ★ І моє серце завмерло / De battre mon cœur s'est arrêté (реж.: Жак Одіар)                                        | ★ І моє серце завмерло / De battre mon cœur s'est arrêté (реж.: Жак Одіар)                                        |
| Найкращий фільм                  | • Дитина / L'Enfant (реж.: Жан-П'єр Дарденн та Люк Дарденн)                                                  | | |
| Найкращий фільм                  | • Щасливого Різдва / Joyeux Noël (реж.: Крістіан Каріон (Christian Carion))                                  | | |
| Найкращий фільм                  | • Молодий лейтенант (реж.: Ксав'є Бовуа)                                                                     | | |
| Найкращий фільм                  | • Прийди, побач і стань / Va, vis et deviens (реж.: Раду Міхайляну)                                          | | |
| Найкраща режисерська робота      | Жак Одиар | ★ Жак Одіар за фільм «І моє серце завмерло»                                                                       | ★ Жак Одіар за фільм «І моє серце завмерло»                                                                       |
| Найкраща режисерська робота      | Жак Одиар | • Міхаель Ганеке — «Приховане»                                                                                    | |
| Найкраща режисерська робота      | Жак Одиар | • Жан-П'єр Дарденн та Люк Дарденн — «Дитина»                                                                      | |
| Найкраща режисерська робота      | Жак Одиар | • Ксав'є Бовуа — «Молодий лейтенант»                                                                              | |
| Найкраща режисерська робота      | Жак Одиар | • Раду Міхайляну — «Прийди, побач і стань»                                                                        | |
| Найкращий актор                  | | ★ Мішель Буке — «Той, що прогулюється Марсовим полем» (Le Promeneur du Champ-de-Mars) (за роль Франсуа Міттерана) | ★ Мішель Буке — «Той, що прогулюється Марсовим полем» (Le Promeneur du Champ-de-Mars) (за роль Франсуа Міттерана) |
| Найкращий актор                  | • Патрік Шене — «Я тут не для того, щоб мене любили» (Je ne suis pas là pour être aimé) (за роль Жана-Клода) | | |
| Найкращий актор                  | • Ромен Дюріс — «І моє серце завмерло» (за роль Тома Сейра)                                                  | | |
| Найкращий актор                  | • Хосе Гарсія — «Гільйотина» (Le Couperet (film)) (за роль Брюно Давера)                                     | | |
| Найкращий актор                  | • Бенуа Пульворд — «У його руках» (Entre ses mains) (за роль Лорана Кесслера)                                | | |
| Найкраща акторка                 | | ★ Наталі Бей — «Молодий лейтенант» (за роль Каролін Водьє)                                                        | ★ Наталі Бей — «Молодий лейтенант» (за роль Каролін Водьє)                                                        |
| Найкраща акторка                 | • Ізабель Карре — «У його руках» (за роль Клер Готьє)                                                        | | |
| Найкраща акторка                 | • Анн Косіньї — «Я тут не для того, щоб мене любили» (за роль Франсуази)                                     | | |
| Найкраща акторка                 | • Ізабель Юппер — «Габрієль» (за роль Габрієль Ервей)                                                        | | |
| Найкраща акторка                 | • Валері Лемерсьє — «Королівський палац!» (Palais royal !) (за роль принцеси Армель)                         | | |
| Найкращий актор другого плану    | | ★ Нільс Ареструп — «І моє серце завмерло» (за роль Робера Сейра)                                                  | ★ Нільс Ареструп — «І моє серце завмерло» (за роль Робера Сейра)                                                  |
| Найкращий актор другого плану    | • Моріс Бенішу (Maurice Bénichou) — «Приховане» (за роль Мажида)                                             | | |
| Найкращий актор другого плану    | • Данні Бун — «Щасливого Різдва» (за роль Поншеля)                                                           | | |
| Найкращий актор другого плану    | • Жорж Вільсон — «Я тут не для того, щоб мене любили» (за роль Дельсара, старшого)                           | | |
| Найкращий актор другого плану    | • Рошді Зем — «Молодий лейтенант» (за роль Соло)                                                             | | |
| Найкраща акторка другого плану   | | ★ Сесіль де Франс — «Красуні» (за роль Ізабель)                                                                   | ★ Сесіль де Франс — «Красуні» (за роль Ізабель)                                                                   |
| Найкраща акторка другого плану   | • Катрін Денев — «Королівський палац!» (за роль Еженії)                                                      | | |
| Найкраща акторка другого плану   | • Ноемі Львовскі — «Задній план» (Backstage) (за роль Жульєт)                                                | | |
| Найкраща акторка другого плану   | • Шарлотта Ремплінг — «Леммінг» (за роль Аліси Поллок)                                                       | | |
| Найкраща акторка другого плану   | • Келлі Райллі — «Красуні» (за роль Венді)                                                                   | | |
| Найперспективніший актор         | | ★ Луї Гаррель — «Постійні коханці»                                                                                | ★ Луї Гаррель — «Постійні коханці»                                                                                |
| Найперспективніший актор         | • Валід Афкір (Walid Afkir) — «Приховане»                                                                    | | |
| Найперспективніший актор         | • Адріан Жоліве (Adrien Jolivet) — «Зим і компанія» (Zim and Co.)                                            | | |
| Найперспективніший актор         | • Жиль Лелуш — «Кохання у повітрі»                                                                           | | |
| Найперспективніший актор         | • Аймен Саїді (Aymen Saïdi) — «Сен-Жак... мечеть» (Saint-Jacques… La Mecque)                                 | | |
| Найперспективніша акторка        | | ★ Фам Лінь Дан — «І моє серце завмерло»                                                                           | ★ Фам Лінь Дан — «І моє серце завмерло»                                                                           |
| Найперспективніша акторка        | • Мелані Дутей (Mélanie Doutey) — «Не зарікайся» (Il ne faut jurer de rien !)                                | | |
| Найперспективніша акторка        | • Дебора Франсуа — «Дитина»                                                                                  | | |
| Найперспективніша акторка        | • Марина Гендс — «Сірі душі» (Les Âmes grises (film))                                                        | | |
| Найперспективніша акторка        | • Фанні Валетт (Fanny Valette) — «Маленький Єрусалим» (La Petite Jérusalem)                                  | | |
| Найкращий оригінальний сценарій  | | ★ Ален-Мішель Блан (Alain-Michel Blanc) та Раду Міхайляну — «Прийди, побач і стань»                               | |
| Найкращий оригінальний сценарій  | • Міхаель Ганеке — «Приховане»                                                                               | | |
| Найкращий оригінальний сценарій  | • Жан-П'єр Дарденн та Люк Дарденн — «Дитина»                                                                 | | |
| Найкращий оригінальний сценарій  | • Крістіан Каріон — «Щасливого Різдва»                                                                       | | |
| Найкращий оригінальний сценарій  | • Седрік Анже, Ксав'є Бовуа, Гійом Брео та Жан-Ерік Труба (Jean-Éric Troubat) — «Молодий лейтенант»          | | |
| Найкращий адаптований сценарій   | Жак Одіар | ★ Жак Одіар та Тоніно Бенаквіста — «І моє серце завмерло»                                                         | Тоніно Бенаквіста                                                                                                 |
| Найкращий адаптований сценарій   | Жак Одіар | • Коста-Гаврас та Жан-Клод Грумберг (Jean-Claude Grumberg) — «Ніж гільйотини»                                     | Тоніно Бенаквіста                                                                                                 |
| Найкращий адаптований сценарій   | Жак Одіар | • Жюльєн Буаван та Анн Фонтен — «У його руках»                                                                    | Тоніно Бенаквіста                                                                                                 |
| Найкращий адаптований сценарій   | Жак Одіар | • Патріс Шеро та Анна-Луїза Трівідік (Anne-Louise Trividic) — «Габрієль»                                          | Тоніно Бенаквіста                                                                                                 |
| Найкращий адаптований сценарій   | Жак Одіар | • Жорж-Марк Бенаму (Georges-Marc Benamou) та Жиль Торан (Gilles Taurand) — «Той, що прогулюється Марсовим полем»  | Тоніно Бенаквіста                                                                                                 |
| Найкраща музика до фільму        | | ★ Александр Деспла за музику до фільму «І моє серце завмерло»                                                     | ★ Александр Деспла за музику до фільму «І моє серце завмерло»                                                     |
| Найкраща музика до фільму        | • Філіпп Ромбі — «Щасливого Різдва»                                                                          | | |
| Найкраща музика до фільму        | • Емілі Сімон — «Птахи 2: Подорож на край світу»                                                             | | |
| Найкраща музика до фільму        | • Арман Амар — «Прийди, побач і стань»                                                                       | | |
| Найкращий монтаж                 | ★Жульєт Вельфлін (Juliette Welfling) — «І моє серце завмерло»                                                | ★Жульєт Вельфлін (Juliette Welfling) — «І моє серце завмерло»                                                     | ★Жульєт Вельфлін (Juliette Welfling) — «І моє серце завмерло»                                                     |
| Найкращий монтаж                 | • Сабін Емільяні (Sabine Emiliani) — «Птахи 2: Подорож на край світу»                                        | | |
| Найкращий монтаж                 | • Френсін Сандберг — «Красуні»                                                                               | | |
| Найкраща операторська робота     | | ★ Стефан Фонтен — «І моє серце завмерло»                                                                          | ★ Стефан Фонтен — «І моє серце завмерло»                                                                          |
| Найкраща операторська робота     | • Вильям Любчанський — «Постійні коханці»                                                                    | | |
| Найкраща операторська робота     | • Ерік Готьє — «Габрієль»                                                                                    | | |
| Найкращі декорації               | ★ Олів'є Радо (Olivier Radot) — «Габрієль»                                                                   | ★ Олів'є Радо (Olivier Radot) — «Габрієль»                                                                        | ★ Олів'є Радо (Olivier Radot) — «Габрієль»                                                                        |
| Найкращі декорації               | • Лула Морін — «Сірі душі»                                                                                   | | |
| Найкращі декорації               | • Жан-Мішель Сімонет — «Щасливого Різдва»                                                                    | | |
| Найкращі костюми                 | ★ Каролін де Вівез — «Габрієль»                                                                              | ★ Каролін де Вівез — «Габрієль»                                                                                   | ★ Каролін де Вівез — «Габрієль»                                                                                   |
| Найкращі костюми                 | • Паскалін Шаванн — «Сірі душі»                                                                              | | |
| Найкращі костюми                 | • Елісон Форбс-Мейлер — «Щасливого Різдва»                                                                   | | |
| Найкращий звук                   | ★ Жерар Лампс (Gérard Lamps) и Лоран Квальо (Laurent Quaglio) — «Птахи 2: Подорож на край світу»             | ★ Жерар Лампс (Gérard Lamps) и Лоран Квальо (Laurent Quaglio) — «Птахи 2: Подорож на край світу»                  | ★ Жерар Лампс (Gérard Lamps) и Лоран Квальо (Laurent Quaglio) — «Птахи 2: Подорож на край світу»                  |
| Найкращий звук                   | • Філіпп Амуру, Сиріл Гольц, Брижіт Тальяндьє та Паскаль Віллар — «І моє серце завмерло»                     | | |
| Найкращий звук                   | • Олів'є До Хуу, Бенуа Гільбран та Гійом Сіама — «Габрієль»                                                  | | |
| Найкращий дебютний фільм         | ★ «Кошмар Дарвіна» (Darwin's Nightmare) — реж.: Губерт Саупер (нем.)                                         | ★ «Кошмар Дарвіна» (Darwin's Nightmare) — реж.: Губерт Саупер (нем.)                                              | ★ «Кошмар Дарвіна» (Darwin's Nightmare) — реж.: Губерт Саупер (нем.)                                              |
| Найкращий дебютний фільм         | • «Невловимий» — реж.: Жером Салле                                                                           | | |
| Найкращий дебютний фільм         | • «Холодний душ» (Douches froides) — реж.: Антонф Кордьє (Antony Cordier)                                    | | |
| Найкращий дебютний фільм         | • «Птахи 2: Подорож на край світу» — реж.: Люк Жаке (Luc Jacquet)                                            | | |
| Найкращий дебютний фільм         | • «Маленький Єрусалим» — реж.: Карін Альбу (Karin Albou)                                                     | | |
| Найкращий короткометражний фільм | ★ Бейрут. Після гоління / After Shave (Beyrouth après-rasage) (реж.: Хані Тамба)                             | ★ Бейрут. Після гоління / After Shave (Beyrouth après-rasage) (реж.: Хані Тамба)                                  | ★ Бейрут. Після гоління / After Shave (Beyrouth après-rasage) (реж.: Хані Тамба)                                  |
| Найкращий короткометражний фільм | • Страх, маленький мисливець / La peur, petit chasseur (реж.: Лоран Ашар)                                    | | |
| Найкращий короткометражний фільм | • Обрас / Obras (реж.: Хендрік Дюсольє)                                                                      | | |
| Найкращий короткометражний фільм | • Під синім / Sous le bleu (реж.: Давид Олоффен)                                                             | | |
| Найкращий фільм іноземною мовою  | США ★ Крихітка на мільйон доларів / Million Dollar Baby (США, реж. Клінт Іствуд)                             | США ★ Крихітка на мільйон доларів / Million Dollar Baby (США, реж. Клінт Іствуд)                                  | США ★ Крихітка на мільйон доларів / Million Dollar Baby (США, реж. Клінт Іствуд)                                  |
| Найкращий фільм іноземною мовою  | США • Виправдана жорстокість / A History of Violence (США, реж. Девід Кроненберг)                            | | |
| Найкращий фільм іноземною мовою  | Іспанія • Море всередині / Mar adentro (Іспанія, реж. Алехандро Аменабар)                                    | | |
| Найкращий фільм іноземною мовою  | Велика Британія • Матч-пойнт / Match Point (Велика Британія, реж. Вуді Аллен)                                | | |
| Найкращий фільм іноземною мовою  | Ізраїль • Прогулянки по воді / Walk on Water (Ізраїль, Швеція реж. Ейтан Фокс)                               | | |

### Спеціальні нагороди
| Нагорода         | Лауреати     | Лауреати    |
| ---------------- | ------------ | ----------- |
| Почесний «Сезар» |              | ★ Г'ю Грант |
| Почесний «Сезар» | ★ П'єр Рішар |             |